# 모나코 요리

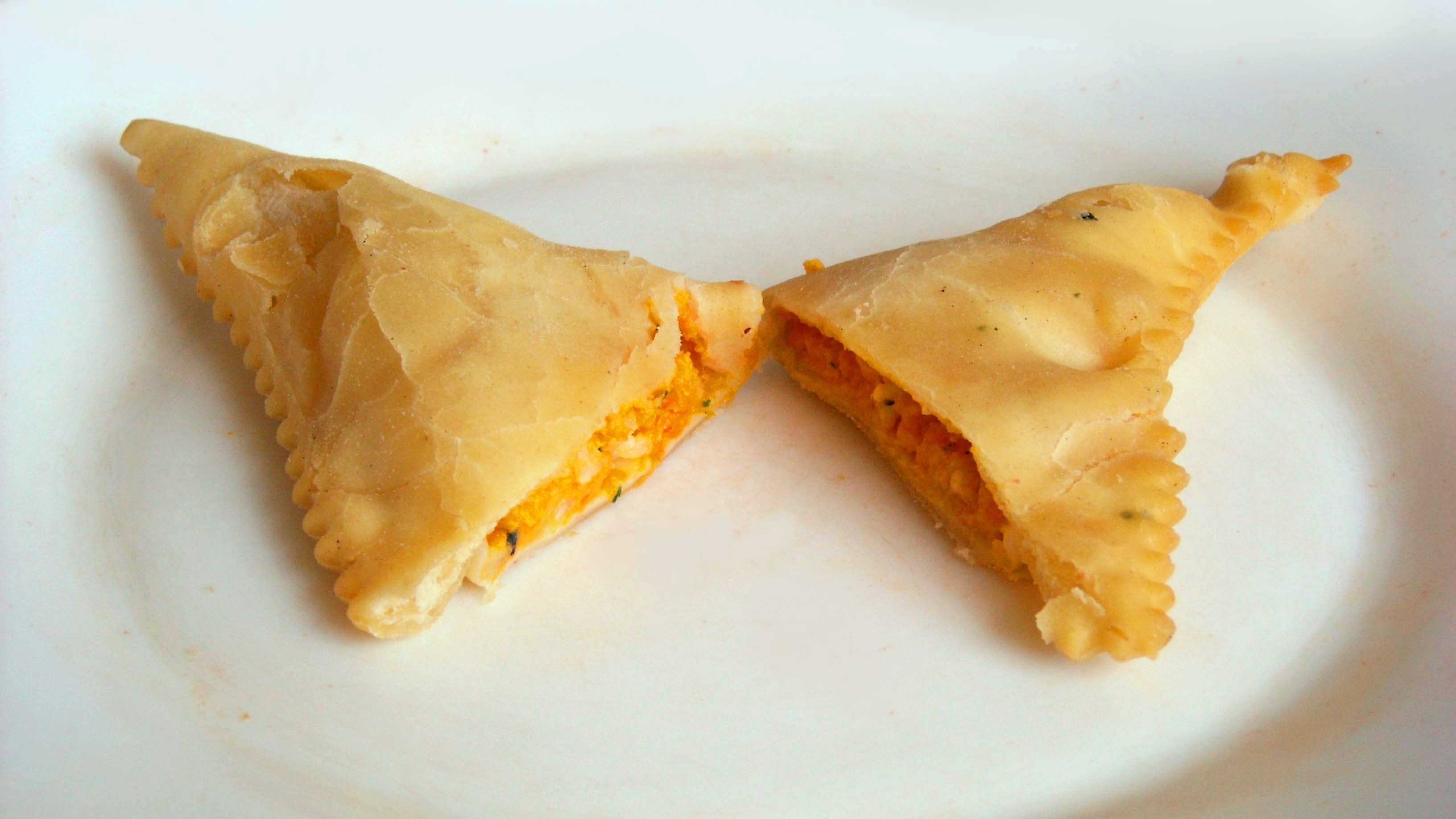
바르바주안

모나코 요리(Monaco 料理, 프랑스어: cuisine monégasque 퀴진 모네가스크[*])는 남유럽에 있는 모나코의 요리이다.

## 같이 보기
- 유럽 요리
- 지중해 요리